# 普里皮亞季 (沙齊克區)
51°29′52″N 24°7′5″E / 51.49778°N 24.11806°E
普里皮亞季（烏克蘭語：Прип'ять）是位於烏克蘭西部沃倫州科韋利區的村莊，始建於1946年，面積0.001平方公里，海拔高度162米，2025年人口505，人口密度每平方公里591,000人。